# Ubald Kolařík
RNDr. Ubald Kolařík (ur. 17 maja 1886 w Czeskiej Skalicy, zm. 20 grudnia 1970 w Pradze) – czeski generał wojskowej służby geograficznej, prezydent Czechosłowackiego Towarzystwa Geograficznego, autor wielu opracowań naukowych w dziedzinie historii, kartografii i wojskowości. Wykładał również na Wydziale Nauk Uniwersytetu Karola w Pradze. Członek Korpusu Czechosłowackiego oraz uczestnik walk o niepodległość Czechosłowacji. Więzień polityczny reżimu komunistycznego.

## Życiorys
Urodził się 17 maja 1885 w Czeskiej Skalicy, gdzie ukończył szkołę podstawową. Później studiował w gimnazjum w Hradcu Králové, skąd wyjechał na studia historii i geografii na Uniwersytet Karola w Pradze.
Po wybuchu I wojny światowej walczył w szeregach armii austro-węgierskiej. Wpadł do niewoli włoskiej. Wkrótce potem wstąpił do Korpusu Czechosłowackiego.
Po powrocie do Czechosłowacji brał udział w walkach o Słowację z 30 Pułkem Piechoty „Aloisa Jiráska“. Te wojny można podzielić na dwie fazy. Pierwsza dotyczyła likwidacji Republiki Wschodniosłowackiej Viktora Dorcsaka (wspomniany też pod imieniem Dvorcsák), przy której pułk zajął Preszów i po walkach pod Margecany bez walk opanował Koszyce. W ramach drugiej pułk walczył w okolicach Koszyc w czasie wojny czechosłowacko-węgierskiej w lipcu 1919 r.
Po ich zakończeniu pozostał w wojsku i został jednym z założycieli Wojskowego Instytutu Geograficznego. 29 kwietnia 1932 został ogłoszony doktorem nauk przyrodniczych. W Wojskowym Instytucie Geograficznym pełnił funkcję dowódcy działu opisowego (1934–1939) oraz zastępcy dowódcy instytutu. Jego głównym zadaniem była wojskowo-geograficzna ocena republiki z uwzględnieniem miejsc i kierunków głównych dla obrony i odpowiednie wymogi informacyjne dla opracowania planu operacyjnego dla obrony Czechosłowacji. Bardzo znaczącą była także jego wieloletnia działalność wykładowcza. Na przykład 27 listopada 1929 razem z dowódcą instytutu oficjalnie rozpoczął kurs czytania map, organizowany przez Niezależny Związek Legionistów Czechosłowackich. Często występował w radiu (1929 - Boje 30. pluku na Slovensku, K výročí bitvy na Bílé hoře, 1930 - Vánoce vojáků, 1933 - Slovo vojáka k turistům, 1934 - Jan Žižka z Kalicha).
W czasie okupacji wstąpił do ruchu oporu, gdzie działał w ramach grupy Biała Góra. Po zakończeniu II wojny światowej w stopniu pułkownika znów objął stanowisko zastępcy dowódcy Wojskowego Instytutu Geograficznego. W dniu 1 kwietnia 1947 został awansowany do stopnia generała. W sierpniu 1949 r. przeszedł na emeryturę, ale nadal wykładał na Wydziale Nauk Przyrodniczych Uniwersytetu Karola w Pradze. Został również wybrany na przewodniczącego Czechosłowackiego Towarzystwa Geograficznego (1957-1960).
Po procesie politycznym został skazany na 12 lat więzienia (1960). Po dwóch latach spędzonych w więzieniu Leopoldov wyszedł na wolność dzięki amnestii. Pełnej rehabilitacji nie doczekał się, bo zmarł 20 grudnia 1970 w Pradze. Został zrehabilitowany dopiero w 1991 r. w Sądzie Okręgowym w Hradcu Králové.

## Twórczość
Pisał do wielu czasopism i jest autorem kilkudziesięciu artykułów, które dotyczyły geografii, historii oraz przyrody. Jego bardzo interesujący artykuł na temat Dolina Babuni w oczach Aloisa Jiráska oraz Boženy Němcovej został opublikowany w Czasopiśmie Turystów w 1941 r.
Spośród jego książek wymienić należy:
- Revoluce husitská. Historická epištola k českému vojákovi (1919),
- Vývoj vojenské geografie československé (1928),
- Česká Skalice (1424, 1758, 1866) (1934),
- Košickem po stopách pluku Aloise Jiráska (1935),
- Zeměpis použitý ve vojenství (1950).